# Dusona ventrator
Dusona ventrator là một loài tò vò trong họ Ichneumonidae.